# Tillandsia pseudomontana
Tillandsia pseudomontana là một loài thực vật có hoa trong họ Bromeliaceae. Loài này được W.Weber & Ehlers miêu tả khoa học đầu tiên năm 1983.